# 上齐台站
上齐台站是一个锦承线上的铁路车站，位于辽宁省凌海市温滴楼乡，建于1921年，目前为四等站，邮政编码为121201。目前客运：办理旅客乘降；行李、包裹托运；货运：办理整车货物发到。